# Großer Preis von Spanien 2003
Der Große Preis von Spanien 2003 (offiziell XLV Gran Premio Marlboro de España) fand am 4. Mai auf dem Circuit de Catalunya in Montmeló statt und war das fünfte Rennen der Formel-1-Weltmeisterschaft 2003.

## Berichte

### Hintergrund
Nach dem Großen Preis von San Marino führte Kimi Räikkönen in der Fahrerwertung mit 13 Punkten vor David Coulthard und mit 14 Punkten vor Michael Schumacher. In der Konstrukteurswertung führte McLaren-Mercedes mit 19 Punkten vor Ferrari und mit 25 Punkten vor Renault.
Ferrari debütierte bei diesem Rennen mit seinem neuen Auto, dem F2003-GA. GA wurde dem Namen des Autos als Hommage an Gianni Agnelli, Chef von Fiat, hinzugefügt, der kurz vor der Enthüllung des Autos starb.
Mit Michael Schumacher (viermal) und Jacques Villeneuve (einmal) traten zwei ehemalige Sieger zu diesem Grand Prix an.

### Training
Im ersten freien Training war Ralf Schumacher mit einer Zeit von 1:17,015 Minuten der Schnellste, gefolgt von Jarno Trulli und Fernando Alonso.
Im zweiten freien Training setzte dann Alonso mit einer Zeit von 1:17,670 Minuten die schnellste Zeit. Zweiter war Rubens Barrichello, Dritter Trulli.

### Qualifikation
Im ersten Qualifikationsabschnitt am Freitag (Vor-Qualifikation) fuhr Michael Schumacher die schnellste Runde vor Trulli und Barrichello.
Im zweiten Qualifikationsabschnitt am Samstag war ebenfalls Michael Schumacher mit 1:17,762 Minuten der Schnellste und sicherte sich so die Pole-Position. Barrichello und Alonso folgten auf den Plätzen zwei und drei.

### Warm Up
Im Warm Up waren erneut die beiden Ferrari die Schnellsten. Barrichello platzierte sich vor Michael Schumacher und Jenson Button.

### Rennen
Zu Beginn behielt Michael Schumacher die Führung, während Barrichello versuchte an seinem Teamkollegen vorbei zu gehen, seinerseits allerdings Alonsos Angriff abwehren musste und den zweiten Platz vor dem Spanier behauptete. Im Mittelfeld blieb Antonio Pizzonia aufgrund eines Problems mit der Startautomatik in der Startaufstellung stehen. Der Jaguar des Brasilianers wurde vollständig vom Weltmeisterschaftsführenden Räikkönen getroffen, dessen Sicht von anderen Autos verdeckt worden war. Die beiden Piloten blieben bei dem Unfall unverletzt, mussten jedoch aufgeben. Unterdessen versuchte Coulthard, der aus der vierten Reihe einen guten Start hatte, Trulli in der zweiten Kurve zu überholen, doch die beiden kollidierten und der Italiener musste aufgeben, während der McLaren-Fahrer zur Reparatur an die Box zurückkehren musste.
Die Rennleitung schickte das Safety-Car los, damit die Streckenposten die beschädigten Autos von der Strecke entfernen konnten und Ralph Firman und Heinz-Harald Frentzen nutzten die Unterbrechungszeit zum Auftanken. Nach fünf Runden kehrte das Safety-Car an die Box zurück: Beim Neustart führte Michael Schumacher die Gruppe vor Barrichello, Alonso und Ralf Schumacher an. Juan Pablo Montoya überholte Jenson Button, gefolgt von Villeneuve, Cristiano da Matta und Justin Wilson, die sehr gut vom Ende des Feldes starteten. Bis zur ersten Serie von Boxenstopps, die Button in der 14. Runde eröffnete, kam es zu keiner nennenswerten Verschiebungen der Positionen. Button kehrte als Zehnter hinter Coulthard auf die Strecke zurück. Drei Runden später versuchte Button, den McLaren-Fahrer anzugreifen, dieser kam jedoch vom Kurs ab: Die beiden kollidierten und der Schotte musste aufgeben. Gleichzeitig tankte in der 17. Runde auch Alonso, gefolgt von Ralf Schumacher, Montoya, Michael Schumacher und Barrichello.
Am Ende der ersten Tanksequenz blieb Michael Schumacher in Führung, während Alonso Barrichello überholte und auf den zweiten Platz vorrückte. Es folgten die beiden Williams von Ralf Schumacher und Montoya sowie die beiden Toyota, wobei da Matta nach mehreren Überholmanövern Sechster und Olivier Panis Siebter wurde und die in der ersten Runde verlorenen Positionen wieder gutmachen konnte. An der Spitze des Rennens baute Michael Schumacher nach und nach einen Vorsprung gegenüber Alonso auf, der wiederum einen ordentlichen Vorsprung vor Barrichello herausholte. Die beiden Williams, die gegen die Dreier ihrer Gegner auf eine Zwei-Stopp-Strategie umgestiegen waren, mussten noch größere Lücken hinnehmen. In Runde 35 fuhr Michael Schumacher zu seinem zweiten Boxenstopp an die Box und kam hinter seinem deutlich langsameren Bruder Ralf wieder auf die Strecke. Der Ferrari-Pilot überholte seinen Bruder in Runde 37. Später belieferten sie auch Barrichello und Alonso. Der Spanier wurde ebenfalls hinter Ralf Schumacher blockiert, während der Ferrari-Pilot als Fünfter, hinter Montoya, wieder auf die Strecke kam. In der 40. Runde verpasste Ralf Schumacher, nun dicht gefolgt von Alonso, einen Bremspunkt und musste seine Position abgeben. Kurz darauf kehrte der deutsche Fahrer zum zweiten und letzten Mal an die Box zurück, eine Runde später folgte sein Teamkollege, der zwischenzeitlich von Barrichello überholt worden war.
Die Situation auf den Spitzenplätzen stabilisierte sich, Michael Schumacher behielt einen Vorsprung von rund sechs Sekunden vor Alonso, der wiederum einen guten Vorsprung vor Barrichello hatte. Weiter hinten lag Montoya, während Ralf Schumacher, nachdem er den vierten Platz an den Kolumbianer verloren hatte, sich vor Angriffen von da Matta hüten musste. Michael Schumacher gewann schlussendlich vor Alonso, Barrichello, Montoya, Ralf Schumacher, da Matta, Webber und Firman, der am Ende den ersten und einzigen Punkt seiner Karriere erzielte. Für Webber war es die erste Punkteplatzierung seit seinem Debüt-Rennen beim Großen Preis von Australien 2002, für da Matta die ersten Punkte seiner Karriere.
In der Fahrerwertung blieb Räikkönen vorne. Michael Schumacher und Alonso überholten Coulthard und waren nun die ersten Verfolger. In der Konstrukteurswertung blieben die ersten drei Positionen unverändert.

## Meldeliste
| Team                       | Nr. | Fahrer                | Chassis         | Motor                 | Reifen |
| -------------------------- | --- | --------------------- | --------------- | --------------------- | ------ |
| Scuderia Ferrari Marlboro  | 01  | Michael Schumacher    | Ferrari F2002   | Ferrari 3.0 V10       | B      |
| Scuderia Ferrari Marlboro  | 02  | Rubens Barrichello    | Ferrari F2002   | Ferrari 3.0 V10       | B      |
| BMW.WilliamsF1 Team        | 03  | Juan Pablo Montoya    | Williams FW25   | BMW 3.0 V10           | M      |
| BMW.WilliamsF1 Team        | 04  | Ralf Schumacher       | Williams FW25   | BMW 3.0 V10           | M      |
| West McLaren Mercedes      | 05  | David Coulthard       | McLaren MP4-17D | Mercedes-Benz 3.0 V10 | M      |
| West McLaren Mercedes      | 06  | Kimi Räikkönen        | McLaren MP4-17D | Mercedes-Benz 3.0 V10 | M      |
| Mild Seven Renault F1 Team | 07  | Jarno Trulli          | Renault R23     | Renault 3.0 V10       | M      |
| Mild Seven Renault F1 Team | 08  | Fernando Alonso       | Renault R23     | Renault 3.0 V10       | M      |
| Sauber Petronas            | 09  | Nick Heidfeld         | Sauber C22      | Petronas 3.0 V10      | B      |
| Sauber Petronas            | 10  | Heinz-Harald Frentzen | Sauber C22      | Petronas 3.0 V10      | B      |
| Jordan-Ford                | 11  | Giancarlo Fisichella  | Jordan EJ13     | Ford RS 3.0 V10       | B      |
| Jordan-Ford                | 12  | Ralph Firman          | Jordan EJ13     | Ford RS 3.0 V10       | B      |
| Jaguar Racing              | 14  | Mark Webber           | Jaguar R4       | Cosworth 3.0 V10      | M      |
| Jaguar Racing              | 15  | Antonio Pizzonia      | Jaguar R4       | Cosworth 3.0 V10      | M      |
| Lucky Strike BAR Honda     | 16  | Jacques Villeneuve    | BAR 005         | Honda 3.0 V10         | B      |
| Lucky Strike BAR Honda     | 17  | Jenson Button         | BAR 005         | Honda 3.0 V10         | B      |
| Minardi F1 Team            | 18  | Justin Wilson         | Minardi PS03    | Cosworth 3.0 V10      | B      |
| Minardi F1 Team            | 19  | Jos Verstappen        | Minardi PS03    | Cosworth 3.0 V10      | B      |
| Panasonic Toyota Racing    | 20  | Olivier Panis         | Toyota TF103    | Toyota 3.0 V10        | M      |
| Panasonic Toyota Racing    | 21  | Cristiano da Matta    | Toyota TF103    | Toyota 3.0 V10        | M      |

## Klassifikationen

### Qualifying
| Pos. | Fahrer                | Konstrukteur     | Q1       | Q2       | Start |
| ---- | --------------------- | ---------------- | -------- | -------- | ----- |
| 01   | Michael Schumacher    | Ferrari          | 1:17,130 | 1:17,762 | 01    |
| 02   | Rubens Barrichello    | Ferrari          | 1:17,218 | 1:18,020 | 02    |
| 03   | Fernando Alonso       | Renault          | 1:18,100 | 1:18,233 | 03    |
| 04   | Jarno Trulli          | Renault          | 1:17,149 | 1:18,615 | 04    |
| 05   | Jenson Button         | BAR-Honda        | 1:17,613 | 1:18,704 | 05    |
| 06   | Olivier Panis         | Toyota           | 1:17,746 | 1:18,881 | 06    |
| 07   | Ralf Schumacher       | Williams-BMW     | 1:18,409 | 1:19,006 | 07    |
| 08   | David Coulthard       | McLaren-Mercedes | 1:18,060 | 1:19,128 | 08    |
| 09   | Juan Pablo Montoya    | Williams-BMW     | 1:18,607 | 1:19,377 | 09    |
| 10   | Heinz-Harald Frentzen | Sauber-Petronas  | 1:18,909 | 1:19,427 | 10    |
| 11   | Jacques Villeneuve    | BAR-Honda        | 1:18,461 | 1:19,563 | 11    |
| 12   | Mark Webber           | Jaguar-Cosworth  | 1:17,793 | 1:19,615 | 12    |
| 13   | Cristiano da Matta    | Toyota           | 1:17,443 | 1:19,623 | 13    |
| 14   | Nick Heidfeld         | Sauber-Petronas  | 1:19,050 | 1:19,646 | 14    |
| 15   | Ralph Firman          | Jordan-Ford      | 1:19,195 | 1:20,215 | 15    |
| 16   | Antonio Pizzonia      | Jaguar-Cosworth  | 1:18,528 | 1:20,308 | 16    |
| 17   | Giancarlo Fisichella  | Jordan-Ford      | 1:18,879 | 1:20,976 | 17    |
| 18   | Justin Wilson         | Minardi-Cosworth | 1:21,100 | 1:22,104 | 18    |
| 19   | Jos Verstappen        | Minardi-Cosworth | 1:20,822 | 1:22,237 | 19    |
| 20   | Kimi Räikkönen        | McLaren-Mercedes | 1:17,862 | 1:31,900 | 20    |

### Rennen
| Pos. | Fahrer                | Konstrukteur     | Runden | Stopps | Zeit        | Start | Schnellste Runde |
| ---- | --------------------- | ---------------- | ------ | ------ | ----------- | ----- | ---------------- |
| 01   | Michael Schumacher    | Ferrari          | 65     | 3      | 1:33:46,933 | 01    | 1:20,307 (51.)   |
| 02   | Fernando Alonso       | Renault          | 65     | 3      | + 5,716     | 03    | 1:20,476 (42.)   |
| 03   | Rubens Barrichello    | Ferrari          | 65     | 3      | + 18,001    | 02    | 1:20,143 (52.)   |
| 04   | Juan Pablo Montoya    | Williams-BMW     | 65     | 2      | + 1:02,022  | 09    | 1:21,448 (21.)   |
| 05   | Ralf Schumacher       | Williams-BMW     | 64     | 2      | + 1 Runde   | 07    | 1:20,798 (08.)   |
| 06   | Cristiano da Matta    | Toyota           | 64     | 3      | + 1 Runde   | 13    | 1:20,935 (22.)   |
| 07   | Mark Webber           | Jaguar-Cosworth  | 64     | 2      | + 1 Runde   | 12    | 1:21,967 (20.)   |
| 08   | Ralph Firman          | Jordan-Ford      | 63     | 3      | + 2 Runden  | 15    | 1:22,719 (29.)   |
| 09   | Jenson Button         | BAR-Honda        | 63     | 3      | + 2 Runden  | 05    | 1:21,300 (07.)   |
| 10   | Nick Heidfeld         | Sauber-Petronas  | 63     | 4      | + 2 Runden  | 14    | 1:22,568 (34.)   |
| 11   | Justin Wilson         | Minardi-Cosworth | 63     | 2      | + 2 Runden  | 18    | 1:23,222 (07.)   |
| 12   | Jos Verstappen        | Minardi-Cosworth | 62     | 3      | + 3 Runden  | 19    | 1:22,942 (16.)   |
| –    | Giancarlo Fisichella  | Jordan-Ford      | 43     | 1      | DNF         | 17    | 1:22,900 (17.)   |
| –    | Olivier Panis         | Toyota           | 41     | 2      | DNF         | 06    | 1:20,803 (14.)   |
| –    | Heinz-Harald Frentzen | Sauber-Petronas  | 38     | 2      | DNF         | 10    | 1:21,791 (32.)   |
| –    | David Coulthard       | McLaren-Mercedes | 17     | 1      | DNF         | 08    | 1:22,577 (10.)   |
| –    | Jacques Villeneuve    | BAR-Honda        | 12     | 0      | DNF         | 11    | 1:22,175 (09.)   |
| –    | Jarno Trulli          | Renault          | 0      | 0      | DNF         | 04    | –                |
| –    | Antonio Pizzonia      | Jaguar-Cosworth  | 0      | 0      | DNF         | 16    | –                |
| –    | Kimi Räikkönen        | McLaren-Mercedes | 0      | 0      | DNF         | 20    | –                |

## WM-Stände nach dem Rennen
Die ersten acht des Rennens bekamen 10, 8, 6, 5, 4, 3, 2 bzw. 1 Punkt(e).

### Fahrerwertung
| Pos. | Fahrer                | Konstrukteur     | Punkte |
| ---- | --------------------- | ---------------- | ------ |
| 01   | Kimi Räikkönen        | McLaren-Mercedes | 32     |
| 02   | Michael Schumacher    | Ferrari          | 28     |
| 03   | Fernando Alonso       | Renault          | 25     |
| 04   | Rubens Barrichello    | Ferrari          | 20     |
| 05   | David Coulthard       | McLaren-Mercedes | 19     |
| 06   | Ralf Schumacher       | Williams-BMW     | 17     |
| 07   | Juan Pablo Montoya    | Williams-BMW     | 15     |
| 08   | Giancarlo Fisichella  | Jordan-Ford      | 10     |
| 09   | Jarno Trulli          | Renault          | 9      |
| 10   | Heinz-Harald Frentzen | Sauber-Petronas  | 7      |

| Pos. | Fahrer             | Konstrukteur     | Punkte |
| ---- | ------------------ | ---------------- | ------ |
| 11   | Jacques Villeneuve | BAR-Honda        | 3      |
| 12   | Cristiano da Matta | Toyota           | 3      |
| 13   | Jenson Button      | BAR-Honda        | 3      |
| 14   | Mark Webber        | Jaguar-Cosworth  | 2      |
| 15   | Nick Heidfeld      | Sauber-Petronas  | 1      |
| 16   | Ralph Firman       | Jordan-Ford      | 1      |
| 17   | Olivier Panis      | Toyota           | 0      |
| 18   | Jos Verstappen     | Minardi-Cosworth | 0      |
| 19   | Justin Wilson      | Minardi-Cosworth | 0      |
| 20   | Antonio Pizzonia   | Jaguar-Cosworth  | 0      |

### Konstrukteurswertung
| Pos. | Konstrukteur     | Punkte |
| ---- | ---------------- | ------ |
| 01   | McLaren-Mercedes | 51     |
| 02   | Ferrari          | 48     |
| 03   | Renault          | 34     |
| 04   | Williams-BMW     | 32     |
| 05   | Jordan-Ford      | 11     |

| Pos. | Konstrukteur     | Punkte |
| ---- | ---------------- | ------ |
| 06   | Sauber-Petronas  | 8      |
| 07   | BAR-Honda        | 6      |
| 08   | Toyota           | 3      |
| 09   | Jaguar-Cosworth  | 2      |
| 10   | Minardi-Cosworth | 0      |